# Petițiune
Petițiune este o operă literară scrisă de Ion Luca Caragiale. A fost publicată pentru prima dată în ziarul Universul la 29 septembrie 1900.